# 門田元弥
門田 元弥（もんでん もとひさ）は、江戸時代初期の武士。毛利氏の家臣で長州藩士。家格は大組。祖父は毛利輝元の側近を務めた二宮就辰、父は長州藩の大組組頭を務めた門田元経。

## 生涯
慶長6年（1601年）、毛利氏家臣である門田元経の嫡男として生まれる。
元和4年（1618年）9月22日、毛利輝元の加冠状を受けて元服し、「元」の偏諱を与えられて「元弥」と名乗った。
寛永6年（1629年）1月11日には、祖父・二宮就辰や父・元経と同様に「太郎右衛門尉」の官途名を毛利秀就から与えられた。
慶安3年（1650年）12月30日に父・元経が死去し、その後を継いで大組の組頭を務めたが、承応4年（1655年）11月3日に死去。享年55。嫡男の就政が後を継いだ。
なお、萩城下の市街地には子孫の屋敷跡の長屋門が現存している。